# Кожокрили
 Тази статия е за разреда бозайници.  За разреда насекоми вижте Кожестокрили.  
Кожокрилите (Dermoptera), наричани още кагуани или летящи лемури, са разред плацентни бозайници с размерите на домашна котка, разпространени в тропичните гори на Югоизточна Азия. Водят дървесен начин на живот и са приспособени за планиращ полет с помощта на окосмена кожена ципа, която като летящо крило се опъва от шията, през предните и задните крайници, до опашката.

## Класификация
Кожокрилите се смятат за своеобразен преход между Насекомоядните бозайници и Приматите. На базата на скорошни молекулярни филогенетични изследвания  те се поставят в таксономичната категория Euarchonta заедно с Тупаите (Scandentia) и Приматите, a според тази класифилация Euarchonta влиза в по-общата категория Euarchontoglires заедно с Glires (Гризачи и Зайцеподобни). Летящите лемури обаче не са нито лемури, нито летящи катерици.
Кожокрилите са представени само от два съвременни вида, всеки отделен в собствен род:
- разред Dermoptera – Кожокрили
  - семейство Cynocephalidae
    - род Cynocephalus
      - Cynocephalus volans – Филипински кожокрил, кагуан

    - род Galeopterus
      - Galeopterus variegatus – Малайски кожокрил

## Обща характеристика
Кагуаните са сравнително едри дървесни животни с леко телосложение, проспособени за нощен живот. На дължина достигат 35-40 см. и тежат 1-2 кг. Имат малка глава но големи очи за нощно виждане и малки, закръглени уши.
Характерна за кожокрилите е кожната мембрана благодарение на която могат да прелетят планирайки разстояние от 70 метра с минимална загуба на височина. Общата площ на техните крила е оптимизирана до такава степен, че имат кожена ципа дори между пръстите. Покатерването на тяхната летателна площадка обаче отнема известно време. Те нямат палци и ръцете им не са особено силни – катерят се по стволовете на дърветата със серия от подскоци захващайки се с малките си остри нокти.
Кагуаните водят потаен и самотен нощен начин на живот и за техните навици се знае сравнително малко. Те са стриктни вегетарианци – хранят се с листа, филизи, цвят, плодове и лижат дървесни сокове. Имат добре развит стомах, способен да извлича хранителни вещества дори от листа токсични за повечето горски обитатели. Резците на кагуаните също са много характерни – назъбени са гребеновидно с до 20 отделни зъбчета на всеки зъб. Освен това вторите горни резци имат по два корена – отново нещо уникално сред бозайниците. Предназначението на тези особености на зъбите обаче остава неизвестно.
Кожокрилите са плацентни бозайници, но по начина по който отглеждат своите малки наподобяват Торбестите. Женската ражда едно-единствено малко след само 60 дни бременност. Малкото се ражда недоразвито с тегло едва 35 грама и първите 6 месеца от живота си прекарва вкопчено в корема на майка си. За да го пази тя подвива своята опашка така, че летателната ѝ мембрана се превръща в топла и сигурна торба. Кожокрилите се размножават сравнително бавно, защото малките достигат зрялост едва на 2-3-годишна възраст.
На Филипините главният естествен враг на кагуаните е редкият орел маймунояд, чиято диета според някои проучвания се състои до 90% от кагуани. Остава загадка обаче как активните през деня орли маймунояди успяват да уловят толкова много кожокрили, след като през деня тези животни се крият в хралупи или висят труднозабележими на някой клон.

## Природозащитен статус
Понастоящем и двата вида кожокрили са вписани в Червения списък на световнозатрашените видове на IUCN като незастрашени . Въпреки че са извън опасност от изчезване обаче, и тези животни страдат от изсичането на горите в Югоизточна Азия. Освен това на места (о-в Ява) кожокрилите са традиционен обект на лов от местните жители заради месото и кожата.